# Una Dirce cristiana
(L'Italia: rassegna di scienze, lettere ed arti, Volume 1, 1897)
Una Dirce cristiana nel circo di Nerone o Una Dirce cristiana (in polacco Dirce chrześcijańska; in russo Христианская Дирцея в цирке Нерона?, Christianskaja Dirceja v cirke Nerona) è un dipinto di grandi dimensioni (263 × 530 cm) realizzato dal pittore e accademico polacco Henryk Siemiradzki nel 1897. Il dipinto si trova nel museo nazionale di Varsavia, in Polonia.

## Storia

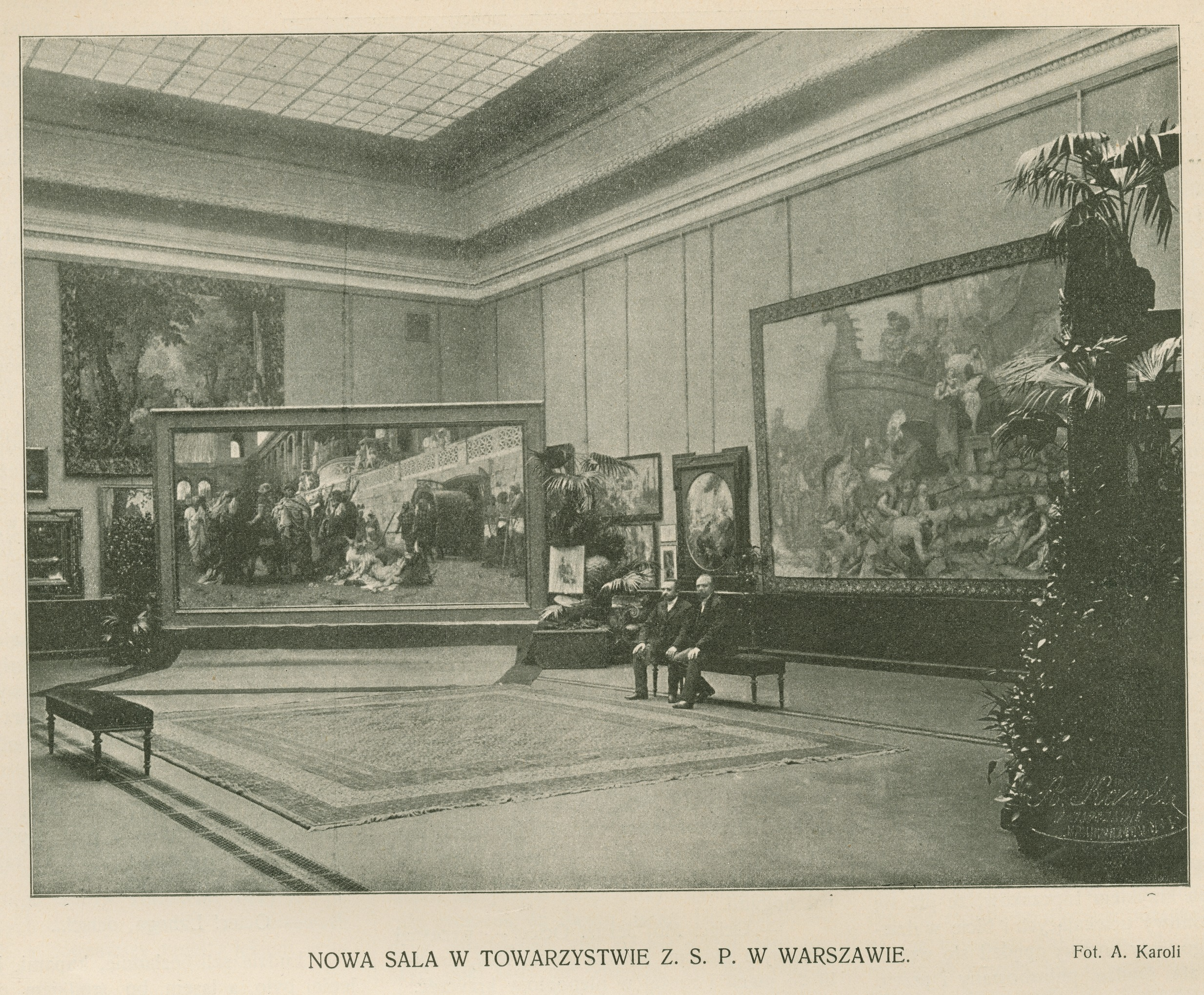
Il dipinto nel 1903, alla galleria d'arte nazionale Zachęta.

Il pittore terminò questo quadro nel 1897 e nel mese di maggio lo presentò all'esposizione di Venezia (presso il padiglione russo, dato che allora la Polonia si trovava nell'impero russo) e, secondo i commentatori, diventò il "fulcro dell'esposizione" assieme al dipinto di Il'ja Repin intitolato Il duello. Anche se l'esposizione non fu un successo, queste due tele attirarono una folla di spettatori. Nel febbraio del 1898, il quadro venne esposto all'esposizione della società degli artisti di San Pietroburgo, alla quale Siemiradzki stesso partecipava da poco tempo come membro.
In un suo libro del 1989, lo storico dell'arte Vjačeslav Leonidovič Glazyčev osservò come Henryk Siemiradzki avesse conquistato le masse con Una Dirce cristiana nel circo di Nerone grazie alla sua tecnica artistica. Per lui "i critici di sinistra (rivoluzionario-democratici) e di destra (l'accademismo tradizionale) possono gettare delle pietre contro la stampa professionista finché vogliono: il pubblico vedrebbe Siemiradzki come negli anni Ottanta del ventesimo secolo vedrebbe Il'ja Glazunov o Aleksandr Šilov".
Lo stesso Siemiradzki era abituato alle critiche aggressive contro la sua pittura, ma era affascinato dal fatto che il suo quadro fosse stato accostato al romanzo storico Quo vadis? di Henryk Sienkiewicz, che trattava ugualmente del regno di Nerone e della persecuzione dei cristiani. Le prime varianti della tela di Siemiradzki apparvero prima della pubblicazione del romanzo di Sienkiewicz (scritto tra il 1894 e il 1896) e il pittore le condivise con il romanziere quando egli lo visitò. Infatti, il dipinto venne interpretato come un'allegoria del martirio della nazione polacca, oppressa da troppo tempo.

## Soggetto

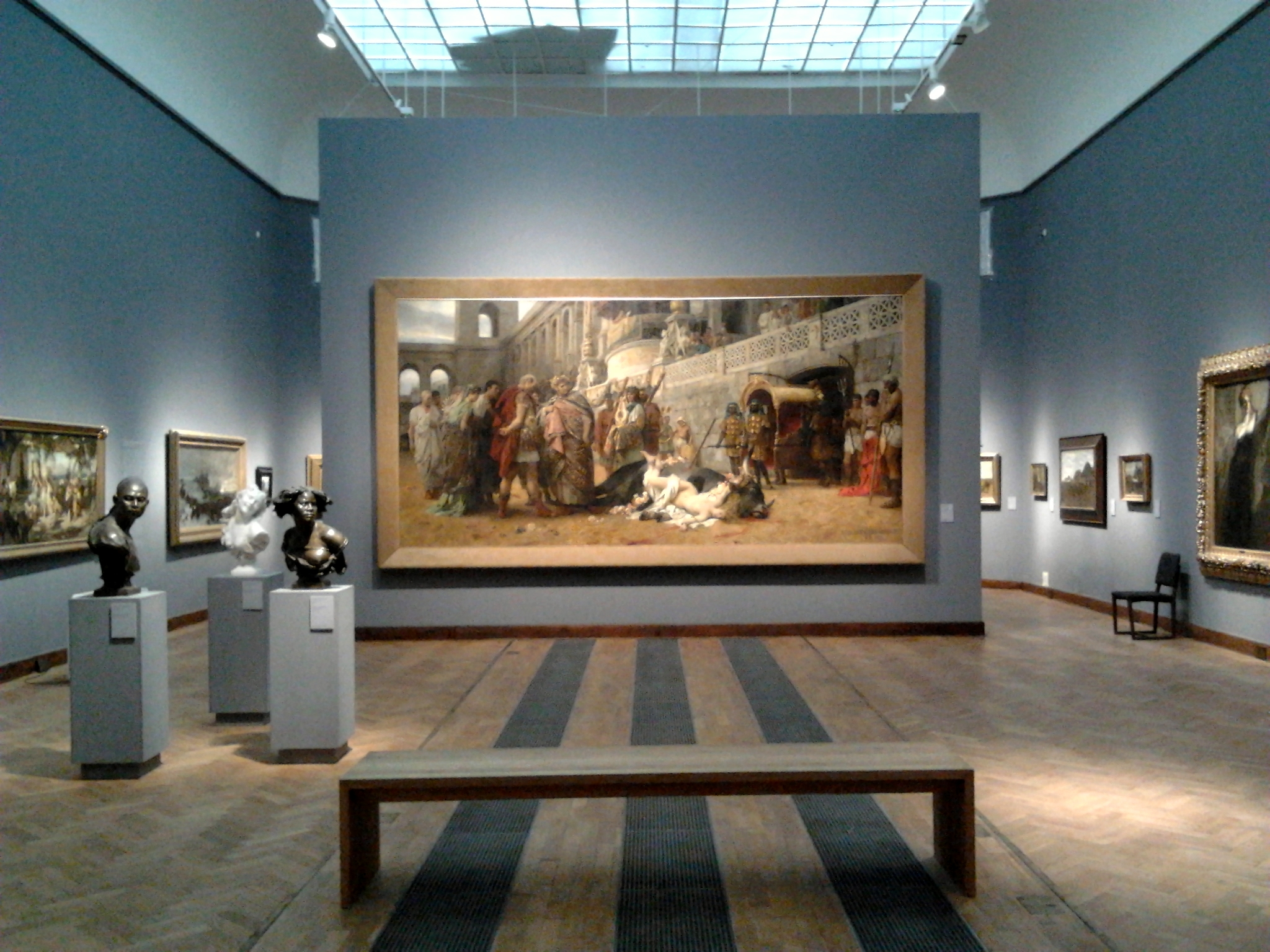
Il dipinto nella sala dell'arte del XIX secolo al museo nazionale di Varsavia.

Il soggetto del quadro, l'ultimo grande capolavoro dell'artista, proviene dal libro L'anticristo dello scrittore e storico francese Ernest Renan, che si servi delle testimonianze degli autori latini. Storicamente l'epoca del soggetto si colloca negli anni 60 del I secolo d.C., durante la seconda metà del regno dell'imperatore Nerone, quando iniziarono le persecuzioni contro i discepoli del cristianesimo. Coloro che professavano questa religione venivano condannati a morte per "disturbo dell'ordine pubblico". Uno dei modi per teatralizzare l'esecuzione dei condannati consisteva nel legarli a un toro feroce che, in seguito, i gladiatori facevano correre nell'arena del circo fino a quando non veniva sferrato il colpo di grazia alla vittima e al toro.
Questo metodo di uccisione brutale si ispirava a un mito antico del quale esistono più versioni. La giovane  Antiope, la cugina del re tebano Lico, era stata sedotta da Zeus e aveva partorito Zeto e Anfione: i due bambini vennero esposti ma dei pastori li trovarono e li crebbero. Il re Lico sposò Dirce, che incominciò a trattare brutalmente Antiope. Ad una festa, per offrire un sacrificio a Dioniso, Dirce volle legare Antiope alle corna di un toro feroce e lasciare che l'animale fuggisse portandosela via. I figli Zeto e Anfione appresero cosa stava succedendo alla loro madre e riuscirono a liberarla; pertanto, legarono Dirce al toro ed ella subì la morte che aveva riservato per Antiope.
Nel suo articolo Quattro esposizioni artistiche del 1898, Nikolaj Michajlovskij descrisse questo quadro che si trovava nel catalogo della mostra della società degli artisti di San Pietroburgo: "Il soggetto del dipinto è stato preso in prestito dai racconti di Clemente di Roma e di Caio Giulio Igino. L'episodio dell'apparizione nell'arena del circo di un toro indomito al quale viene legata una giovane cristiana richiama l'esecuzione analoga inflitta alla regina Dirce per volere dei suoi generi Anfione e Zeto. Attaccata al toro con delle corde intrecciate di fiori, e alle corna dell'animale per i suoi capelli lunghi, la giovane appare senza vita dopo queste sofferenze fisiche orribile e la vergogna subita. Il toro perde del sangue nel punto nel quale il gladiatore designato l'ha finito con la lancia. Lo spettacolo è terminato. Nerone è sceso dal suo palanchino portato da degli schiavi numidi nell'arena. Egli è accompagnato dal suo prefetto preferito, il crudele e depravato Tigellino, e alcuni collaboratori. L'imperatore si avvicina alla sua vittima e ammira la plasticità del gruppo mitologico che ha riprodotto.

## Descrizione
(Atti e memorie della R. Accademia Virgiliana di Mantova, 1899)

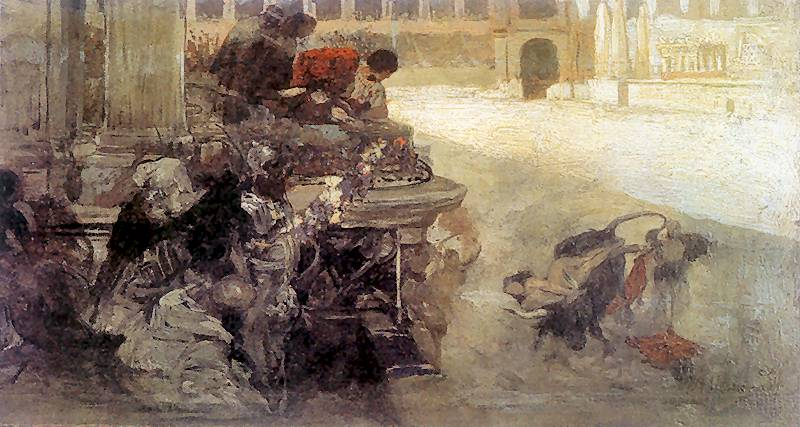
Un abbozzo per l'opera.

Al centro della tela, in primo piano, si trovano un toro morto e, distesa alle sue cosce, la Dirce cristiana, una bella donna bionda denudata, attaccata al toro con delle corde ornate di fiori. A sinistra delle vittime, l'imperatore Nerone, che indossa una toga malva ornata d'oro, è sceso dalla sua tribuna per esaminare meglio la sua vittima. Alla sua sinistra, voltati di lato, si trovano il prefetto Tigellino e quelli che potrebbero essere dei collaboratori dell'imperatore.
Sul lato destro dell'opera sono rappresentati degli operai circensi con delle forche che si apprestano a portare via i cadaveri. Sullo sfondo, davanti al muro, ci sono dei suonatori di buccine e un gladiatore. Degli schiavi neri si trovano all'entrata dell'arena con il palanchino di Nerone. I dettagli dell'architettura del circo sono stati descritti accuratamente dal pittore. In alto, dalle tribune, degli altri spettatori si affacciano per vedere cosa sta succedendo nell'arena.